# Gabil Mamedov
Gabil Mamedov (en ruso: Габил Мамедов; Oremburgo, 19 de abril de 1994) es un deportista ruso que compite en boxeo.
En los Juegos Europeos de Minsk 2019 obtuvo una medalla de plata en la categoría de 60 kg. Ganó dos medallas en el Campeonato Europeo de Boxeo Aficionado, en los años 2017 y 2024.

## Palmarés internacional
| Juegos Europeos    | Juegos Europeos     | Juegos Europeos  | Juegos Europeos |
| Año                | Lugar               | Medalla          | Categoría       |
| ------------------ | ------------------- | ---------------- | --------------- |
| 2019               | Minsk (Bielorrusia) | Medalla de plata | 60 kg           |
| Campeonato Europeo |                     |                  |                 |
| Año                | Lugar               | Medalla          | Categoría       |
| 2017               | Járkov (Ucrania)    | Medalla de plata | 60 kg           |
| 2024               | Belgrado (Serbia)   | Medalla de oro   | 63,5 kg         |